# Ala ad-Daula Mirza

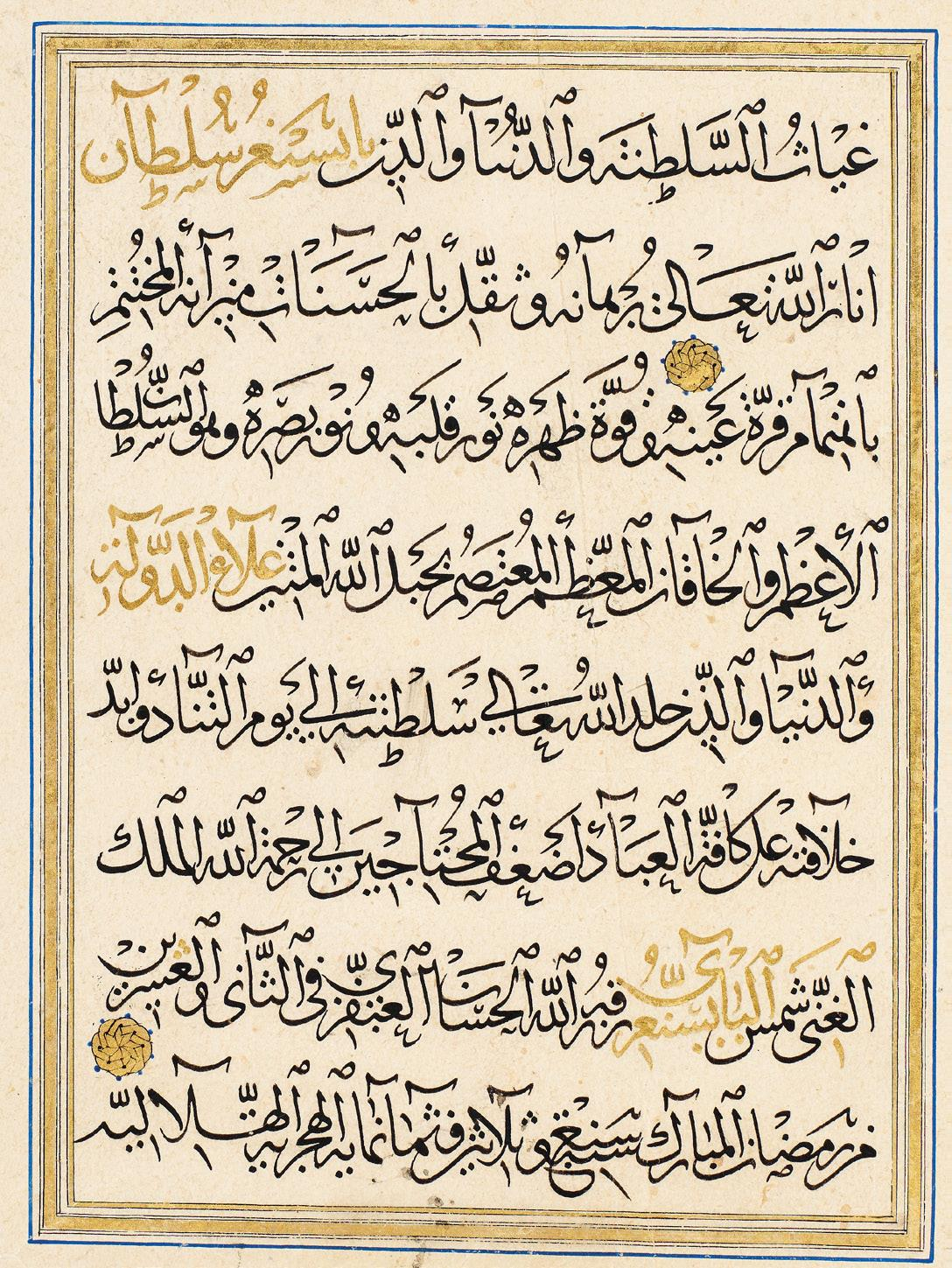
Stronica rękopisu Koranu przepisanego przez Szams ad-Dina Bajsonghoriego. Wykonanie tego rękopisu zlecił Bajsunkur, lecz zmarł przed jego ukończeniem. Po jego śmierci swoje dzieło Szams ad-Din Bajsonghori zadedykował jego synowi. W czwartej linijce po lewej stronie znajduje się iluminowana złotem sygnatura Ala ad-Dauli. Muzeum Sztuki Tureckiej i Islamskiej w Stambule

Ala ad-Daula Mirza, pers. علاء الدوله میرزا (ur. w czerwcu/lipcu 1417 w Heracie, zm. 6 grudnia 1460) – władca z dynastii Timurydów, trzykrotnie przez krótki czas panujący w Heracie w latach 1447–1448, 1450 i 1458.

## Życiorys
Był najstarszym synem Bajsunkura. Jego matką była Dżan Malik Agha, córka timurydzkiego dowódcy Amira Czolpana. Jego wychowaniem zajęła się babka, żona Szahrucha (1405 - 1447) Gouharszad Agha, i Ala ad-Daula szybko stał się jej ulubionym wnukiem. Po śmierci ojca w roku 1433 Ala ad-Daula otrzymał po nim jego stanowisko amir-e diwan i pozwolono mu na zbieranie dochodów z prowincji powiązanych z funduszem (sojurghal) przydzielonym Bajsunkurowi. W roku 1435 urodził mu się syn Bajsunkur, a w roku 1440 kolejny, Sultan Ibrahim (1457–1459). Wziął udział w kampanii Szahrucha przeciwko Kara Kojunlu w latach 1434–1436. Kiedy Szahruch poważnie zachorował w roku 1444 Gouharszad przekonała grupę jego dowódców by złożyli przysięgę na wierność Ala ad-Dauli, niemniej jego dziadek wyzdrowiał. Kiedy Szahruch w roku 1446 wyruszył  przeciwko zbuntowanemu Sultan Muhammadowi (1447–1452), pozostawił Ala ad-Daulę, który był bratem buntownika, jako swojego zastępcę w Heracie. Szahruch zmarł podczas kampanii 13 marca 1447 roku w Reju i obecna przy nim Gouharszad szybko wysłała posłańca z wiadomością do Ala ad-Dauli. Ten otworzył skarb i zaatakował powracającego z Reju na czele armii Abd al-Latifa (1449–1450), który został przez niego uwięziony, po czym ogłosił się sułtanem.
W międzyczasie ojciec Abd al-Latifa, Uług Beg (1409–1449), przekroczył Amu Darię i kiedy dowiedział się o pojmaniu swojego syna rozpoczął negocjacje z Ala ad-Daulą. Ten początkowo był niechętny zawieraniu porozumienia, lecz kiedy jednocześnie z Mazandaranu zaatakował go jego brat Babur (1447–1457) zmienił zdanie. Uług Beg i Ala ad-Daula uzgodnili przebieg granicy nieco na południe od Amu-Darii, co oznaczało iż takie miasta jak Balch, Majmana i Szeberghan znalazły się odtąd w posiadaniu tego pierwszego. Abd al-Latif został uwolniony i Uług Beg pozostawił go jako namiestnika Balchu. Ala ad-Daula szybko udał się teraz do Meszhedu by zaatakować Babura jednak emirowie obu braci nalegali by ci zawarli pokój, wskazując iż Uług Beg zmierza do podboju i mogą mu się przeciwstawić tylko zawierając sojusz. Zgodzili się oni zatem na granice w rejonie Chabuszanu i udali się do swoich stolic.
Abd al-Latif wkrótce rozpoczął ataki na oddziały Ala ad-Dauli, który w odpowiedzi wszczął kampanię przeciwko niemu. Poinformowany o sytuacji Uług Beg interweniował i armia Ala ad-Dauli powróciła do Heratu. Na wiosnę 1448 roku Uług Beg przybył do Chorasanu wraz ze swoją armią i po połączeniu się z siłami Abd al-Latifa zaatakował Ala ad-Daulę, odnosząc nad nim zdecydowane zwycięstwo pod Tarnabem, około 80 km od Heratu. Ala ad-Daula uciekł do swojego brata Babura w Astarabadzie i Uług Beg zajął Herat. W listopadzie w okolicach Heratu wybuchła rebelia turkmeńskiego księcia Jar Alego, która została wprawdzie stłumiona przez Uług Bega, jednakże buntownicy utrzymali się w regionie. Na wieść o najeździe Uzbeków Uług Beg powrócił do Samarkandy, zostawiając Abd al-Latifa jako namiestnika Heratu. Zaledwie dwa tygodnie po odejściu Uług Bega pod Heratem pojawiły się oddziały Babura i Abd al-Latif opuścił miasto. Zanim jednak dotarły do niego główne siły brata Ala ad-Dauli Herat zajął Jar Ali. Rządził on zaledwie 20 dni, oddając się głównie pijaństwu, po czym został otruty na zlecenie Babura. W lutym 1449 roku Babur wkroczył do Heratu, mając przy boku Ala ad-Daulę. Początkowo Babur przyznał swojemu bratu sojurghal w Tun (dzis. Ferdous), obawiając się jednak jego popularności w Chorasanie wkrótce uwięził go wraz z jego synem Ibrahimem.
Kilka miesięcy później Ala ad-Dauli udało się uciec z więzienia i umykając przed pościgiem Babura udał się do Jazdu, gdzie panował jego drugi brat, wspomniany już Sultan Muhammad. Już wcześniej na jego dworze znalazła się Gouharszad. Teraz Sultan Muhammad wysłał do Babura żądanie uznania swojej władzy, kiedy zaś ten odmówił wyruszył przeciwko niemu i pokonał go nieopodal Dżamu 30 października 1449 roku, po czym zajął Herat. Podobnie jak Babur Sultan Muhammad obawiał się popularności Ala ad-Dauli w regionie i wysłał go jako swojego namiestnika do Kabulu. Tymczasem niekompetentne rządy głównego emira Sultana Muhammada, Hadżdżi Muhammada, sprawiły, iż niezadowolenie mieszkańców z nowych rządów zaczęło narastać. Kiedy na wiosnę 1450 roku Sultan Muhammad wyruszył przeciwko Baburowi Ala ad-Daula wykorzystał okazję i z pomocą jego mieszkańców zajął Herat. Dodatkowo Sultan Muhammad dowiedział się o spisku krewnych Gouharszad w jego armii i z grupą zwolenników uciekł do Jazdu. Rządy Ala ad-Dauli w Heracie nie trwały jednak długo, ponieważ w sytuacji gdy zagrożenie ze strony Sultana Muhammada znikło Babur ponownie zaatakował miasto. Ala ad-Daula wycofał się do Balchu, po czym podjął nieudaną próbę zdobycia Samarkandy, a następnie ponownie Heratu. Tym razem Babur zarządził oślepienie pojmanego brata jednak operacja została przeprowadzona tak nieudolnie że jakiś czas później Ala ad-Daula odzyskał wzrok.
9 stycznia 1452 roku Babur pokonał Sultana Muhammada nieopodal Astarabadu po czym zabił go po wzięciu do niewoli. Wykorzystując nieobecność brata Ala ad-Daula ponownie próbował zagarnąć Herat, gdy zaś ta próba się nie powiodła uciekł do władcy Kara Kojunlu Dżahanszaha (1438–1467). Następnych kilka lat Ala ad-Daula spędził na Stepie Kipczackim i wśród Uzbeków. Tymczasem po śmierci Babura w 1457 roku władzę w Heracie przejął syn Ala ad-Dauli Sultan Ibrahim. Ala ad-Daula przybył do Heratu 22 kwietnia 1458 roku, ku niechęci swojego syna, której ten jednak starał się nie okazywać. Sytuacja Ibrahima w Heracie była podówczas bardzo ciężka, ponieważ został on niedawno pokonany najpierw przez Abu Sa’ida (1451–1469), a potem Dżahanszaha i jego kontrola nad regionem była bardzo wątpliwa. W obliczu ataku Dżahanszaha Ala ad-Daula wraz z synem zmuszony był opuścić miasto i władca Turkmenów wkroczył do niego 28 czerwca 1458 roku. Następnie jednak w wyniku negocjacji Herat został przekazany Abu Sa’idowi, który zajął go 22 grudnia 1458 roku. Z poduszczenia Dżahanszaha Ala ad-Daula wraz z synem zaatakowali Abu Sa’ida, ponieśli jednak druzgocącą klęskę w bitwie nieopodal Sarachsu w kwietniu 1459 roku. Sultan Ibrahim zmarł nieopodal Meszhedu 6 sierpnia 1459 roku, sam zaś Ala ad-Daula zakończył żywot jako wygnaniec w prowincji Rostamdar 6 grudnia 1460 roku. Jego ciało zostało zabrane do Heratu i pochowane w kompleksie grobowym jego babki Gouharszad.